# Mátyás király szülőháza
Mátyás király szülőháza, Kolozsvár legrégebbi emeletes háza, jelenleg a Képzőművészeti és Formatervezési Egyetem épülete az Óvárban található gótikus stílusú műemlék. A romániai műemlékek  jegyzékében a CJ-II-m-A-07393 sorszámon szerepel.

## Története
A ház az 1440-es években Méhffi Jakab jómódú szőlősgazda tulajdonában állt, rendszerint nála szállt meg Szilágyi Erzsébet. 1443. február 23-án (szülőházi emléktáblájának felirata szerint március 27-én) született Hunyadi Mátyás. 1467. szeptember 28-án Mátyás király minden adó alól felmentette a ház akkori tulajdonosát, Kolb Istvánt, Méhffi Jakab vejét, valamint feleségét, Orsolya asszonyt, és annak testvérét, Margitot, és minden leszármazottjukat a ház és a hozzátartozó birtokok adója alól. A kiváltság, amelyet 1649-ben II. Rákóczi György is megerősített, rendkívül értékessé tette az épületet, és biztosította aránylag változatlan fennmaradását. Az épület keleti szárnyát a 16. században építették, a két szárnyat összekötő átjáró szemöldökkövén az 1578-as évszám található.
1740 körül az örökösök eladták a városnak; ezután volt átszállított foglyok átmeneti szállása és katonakórház is. 1887-ben I. Ferenc József látogatásakor az épület elég rossz állapotban volt, bedőléssel fenyegetett. Az uralkodó adományt tett, hogy emléktáblával jelöljék meg a házat, a város pedig rendbe hozatta az épületet. 1889. szeptember 2-án Jókai Mór és Orbán Balázs részvételével leplezték le a Mátyás király szülőházára elhelyezett bronz emléktáblát; az emléktábla tervét Pákey Lajos készítette és Zala György kivitelezte. Jókai Mór verset írt az ünnepségre. Az épületet a Mátyás király emlékmű felavatására a műemléki szempontok figyelembe vétele nélkül alakították át; ezt csak mintegy negyven év múlva hozták helyre.
1891-ben a város az épületet az Erdélyi Kárpát-egyesületnek adományozta. Az egyesület 1902. október 12-én néprajzi múzeumot nyitott benne. Rövid ideig a városi állatorvosi hivatalt is itt helyezték el.
1921. március 1-jén a városi tanács levétette Mátyás király szülőházáról a magyar nyelvű bronz emléktáblát. 1925. október 11-én újra megnyílt a Mátyás király szülőház két helyiségében az Országos Történelmi és Ereklye Múzeum kiállítása. 1940-ben az épületet Kós Károly tervei szerint restaurálták. 1945–1948 között a Mátyás király-szülőházban működött a Móricz Zsigmond Kollégium; szegény sorsú fiatalok tanulását segítette elő. 1948. július 1-jétől a város elöljárósága két évre a Bolyai Egyetemnek adta bérbe a Mátyás király-szülőházat.

## Képek

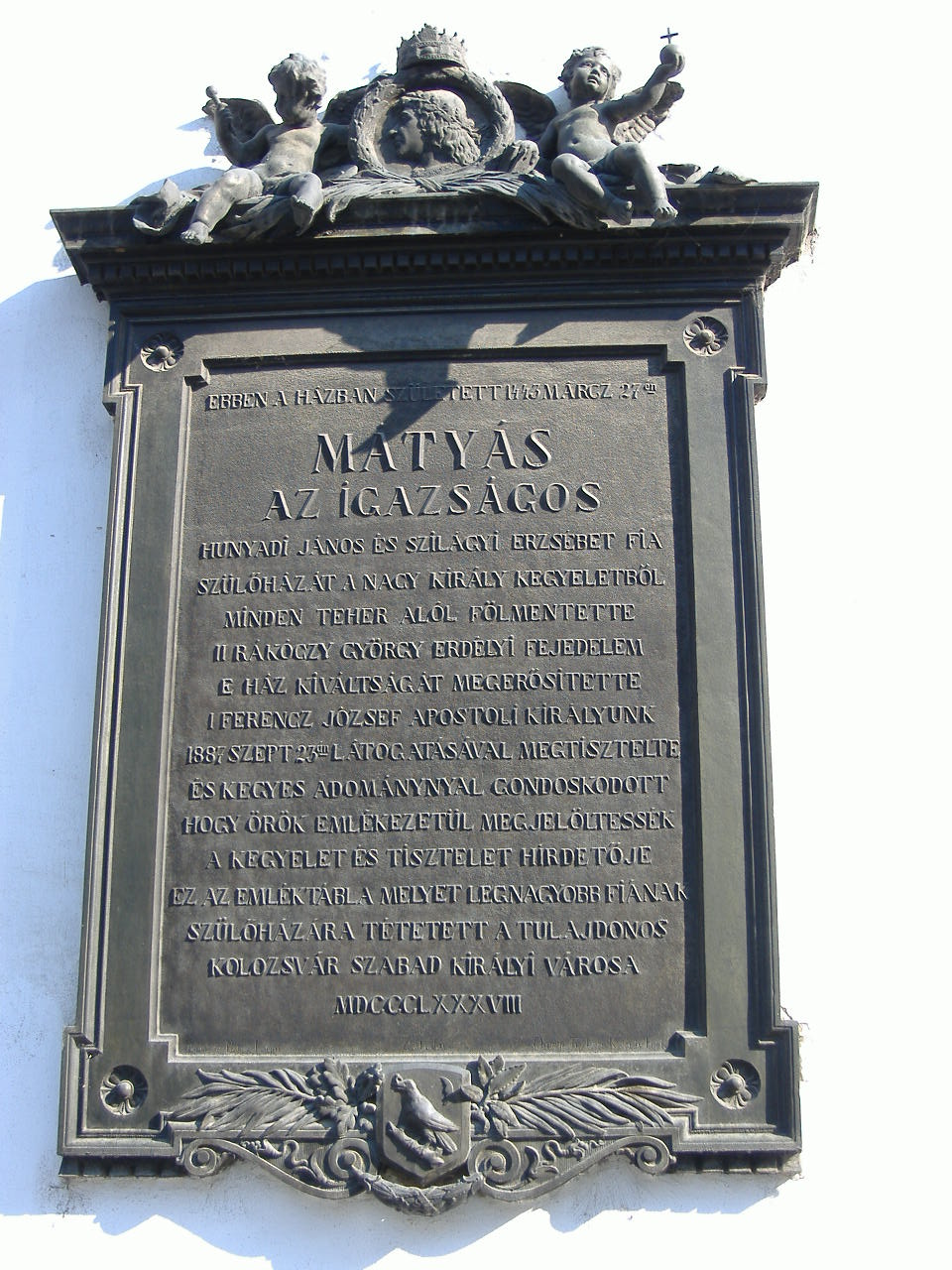
Az emléktábla
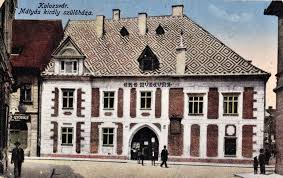
Az 1900-as évek elején